# ジェイミー・カラム

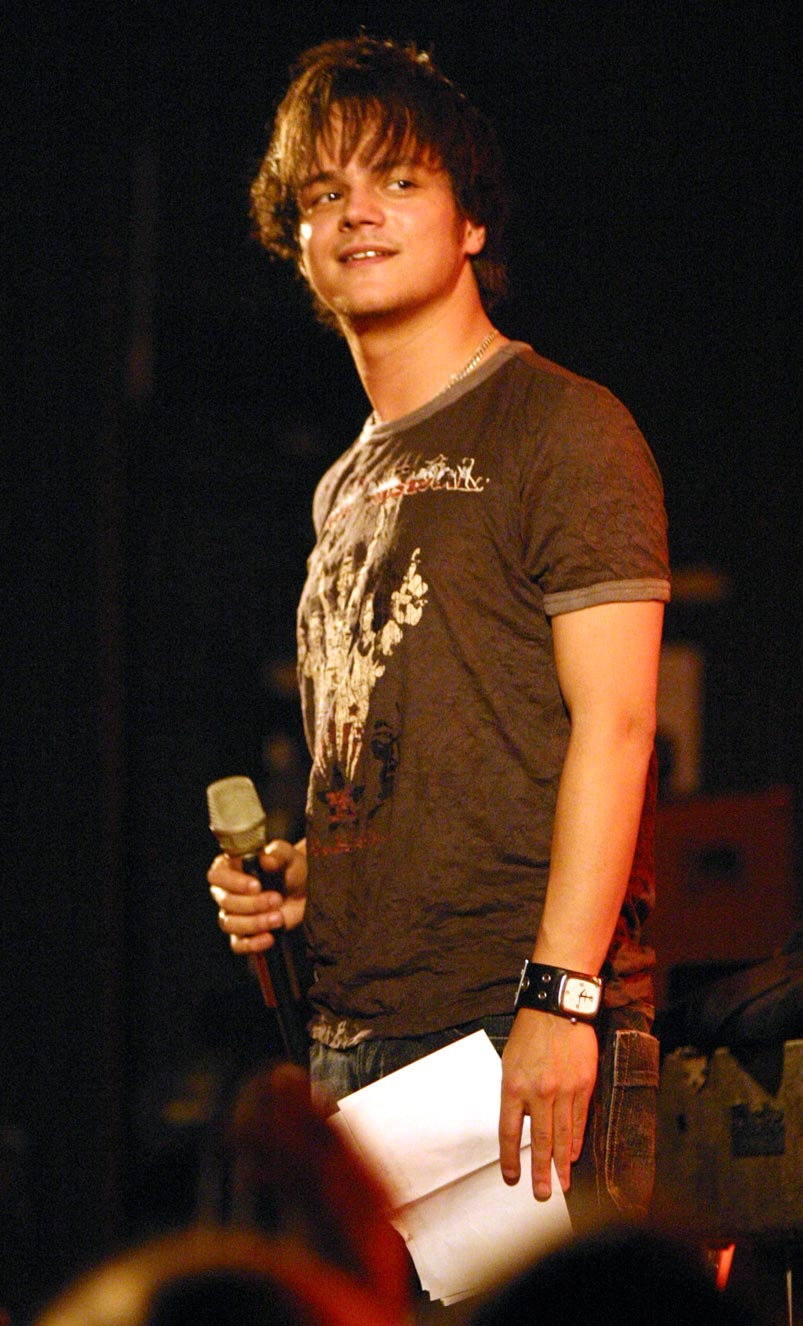
ジェイミー・カラム

ジェイミー・カラム（Jamie Cullum、1979年8月20日 - ）は、イギリス・エセックス出身のジャズシンガー、ピアニスト、マルチ・プレイヤー。

## 経歴
父方はドイツ系ユダヤ人で、母方はインドとビルマの血をひく。兄のベン・カラムも含め、音楽一家に育つ。両親や兄の影響で、ジャズからロック、ヒップホップ、アシッドジャズ、ブルースまで、さまざまな音楽に親しみながら、マイルス・デイヴィスやビル・エヴァンスでジャズに目覚めた。レディング大学（University of Reading）で英文学と映画を学び、首席で卒業。好きな作家は、ノーベル文学賞受賞作家のアーネスト・ヘミングウェイをはじめ、ビート・ジェネレーションのジャック・ケルアックとアレン・ギンズバーグ等々。

### インディーズ時代（1999年 - 2002年）
1999年、同大学に在学中、彼はトリオ編成でスタンダード・ジャズやポピュラー・ソングの数々を自主レコーディングし、こよなく愛するコール・ポーターやデューク・エリントンなどの曲をカヴァーしたアルバム『Heard It All Before』を500枚限定で自主制作した後、ライブ活動を活発化させていく。
大学卒業後は、海の上のピアニストとして、クルーズ客船での職に就き、フィヨルド・クルーズ、ギリシャ周遊クルーズ、アマルフィ海岸クルーズ等々で、2週間単位の船旅に出てバンドで演奏した。
2002年、アメリカのジャズ・レーベル、キャンディド・レコードからリリースしたアルバム『ポイントレス・ノスタルジック』は、英国内で10万枚売れるヒットを記録した。

### メジャー・デビュー（2003年 - 現在）
ジェイミー・カラムは、ジャズ・レーベルからリリースした『ポイントレス・ノスタルジック』のヒットが契機となり、英ユニバーサル・ミュージックと100万ポンドの契約を結んだ。
2003年10月、メジャー・デビュー・アルバムとなった『ジェイミー・カラム (Twentysomething)』は、英国ジャズ史上では最速で売れたアルバムとなり、全英アルバムチャートで3位にランクイン。米ビルボードのジャズ・チャートでも3位を記録した。自作曲はもちろん、「雨に唄えば」や、コール・ポーター作品、ジミ・ヘンドリックスやジェフ・バックリィといったロック曲のジャズ解釈も含まれた、奔放な作風となった 。
同アルバムは、第47回グラミー賞ベスト・ジャズ・ヴォーカル部門ノミネート作品となり、ビルボードのコンテンポラリー・ジャズ・チャート部門では31週連続トップ10に入り、全世界で売上250万枚を突破するなどセールス面で大成功を収め、名声を手にした。そして同アルバム『ジェイミー・カラム』収録の「エヴァーラスティング・ラヴ」が、映画『ブリジット・ジョーンズの日記』の続編『ブリジット・ジョーンズの日記 きれそうなわたしの12か月』の主題歌に選ばれた。
2004年8月、日本のフジロックフェスティバルに初出演した。
2005年9月、アルバム『キャッチング・テイルズ』をリリース。全英アルバムチャートで4位にランクイン。米ビルボードのトップ・コンテンポラリー・ジャズ部門チャートで1位を記録した。
2009年11月、アルバム『ザ・パースート』をリリース。
2013年5月、アルバム『モーメンタム』をリリース。
2014年4月末、ジェイミーは、バラク・オバマ米大統領がホストを務め、ホワイトハウスで開催する「International Jazz Day Concert」に、ウェイン・ショーター、チック・コリア、ジョン・マクラフリン、ロバート・グラスパー、エスペランサ・スポルディングらといった、新旧のジャズの巨人たちと共に招待された。
2014年10月、アルバム『インタールード』をリリース。
2015年12月、スターウッド・ホテルズ&リゾーツ・ワールドワイドが運営する最高級ホテル「セントレジス」のアンバサダーに就任し、翌2016年5月にセントレジスホテル大阪で一夜限りのプレミアム・ディナーショー「The Jazz Legends at St. Regis」を開催した。
2018年10月、ジェイミー・カラムのラジオ番組が英国ラジオ・アカデミーで「ベスト・ミュージック・プレゼンター賞」を受賞。

## 私生活
2010年にファッションモデルのソフィー・ダールと結婚した。ジェイミー・カラムの身長は164cm、ソフィー・ダールは183cmと、2人の身長差は19cmある。2人の間には、2011年と2013年に生まれた娘が2人いる。

## ラジオDJ
2010年4月より、ジェイミー・カラムがプレゼンターを務めるラジオ番組がBBC ラジオ2で放送されている。2014年4月より、日本でもInterFMにて『Jamie Cullum's Jazz Riot』のタイトルで放送開始。2015年3月に日本での放送は終了。

## 日本公演
- 2004年
  - 1月28日 東京 Blue Jay Way
  - 8月1日 フジロックフェスティバル
- 2006年
  - 2月22日 ZIP-FMサロンライブ
  - 2月25日 渋谷Apple Storeサロンライブ
  - 6月9日 名古屋CLUB QUATTRO
  - 6月10日 大阪心斎橋CLUB QUATTRO
  - 6月12日 東京渋谷CLUB QUATTRO
  - 6月13日 東京渋谷CLUB QUATTRO
  - 12月4日 広島CLUB QUATTRO
  - 12月5日 大阪厚生年金会館芸術ホール
  - 12月6日 東京SHIBUYA-AX
  - 12月7日 東京SHIBUYA-AX
- 2008年
  - 10月31日 東京 恵比寿ザ・ガーデンホール
  - 11月1日 東京 恵比寿ザ・ガーデンホール
- 2010年
  - 2月11日 東京 表参道ヒルズ・スペースオー（J-WAVE バレンタインマーケット ドコモ ラブ カフェ）
  - 4月5日 大阪なんばHatch
  - 4月7日 東京JCBホール
  - 4月8日 東京Zepp Tokyo
  - 7月31日 フジロックフェスティバル
- 2014年
  - 1月29日 東京 渋谷 ORCHARD HALL
  - 1月30日 東京 渋谷 ORCHARD HALL
  - 1月31日 大阪なんばHatch
  - 2月2日 名古屋 ダイアモンドホール
  - 2月3日 広島CLUB QUATTRO
  - 2月4日 福岡 DRUM LOGOS
- 2016年
  - 5月6日 大阪 セントレジスホテル大阪

## ディスコグラフィ

### スタジオ・アルバム
| 年   | タイトル                                                                                   | チャート最高位 | チャート最高位 | チャート最高位 | チャート最高位 | チャート最高位 | チャート最高位 | チャート最高位 | チャート最高位 | チャート最高位 | チャート最高位 | チャート最高位 |
| 年   | タイトル                                                                                   | 全英           | アイルランド   | オランダ       | ベルギー       | オーストリア   | スイス         | デンマーク     | フランス       | ドイツ         | フィンランド   | 全米           |
| ---- | ------------------------------------------------------------------------------------------ | -------------- | -------------- | -------------- | -------------- | -------------- | -------------- | -------------- | -------------- | -------------- | -------------- | -------------- |
| 1999 | Heard It All Before - 発売日: 1999年 - レーベル: 自主制作アルバム（500枚限定）             | —              | —              | —              | —              | —              | —              | —              | —              | —              | —              | —              |
| 2002 | ポイントレス・ノスタルジック Pointless Nostalgic - レーベル: Candid Records                | 55             | —              | —              | —              | —              | —              | —              | —              | —              | 14             | —              |
| 2003 | ジェイミー・カラム Twentysomething - レーベル: UCJ、Candid Records、Verve Forecast (US)    | 3              | 19             | 3              | 14             | 30             | 29             | 37             | 57             | —              | 7              | 83             |
| 2005 | キャッチング・テイルズ Catching Tales - レーベル: UCJ、Candid Records、Verve Forecast (US) | 4              | 42             | 3              | 9              | 22             | 14             | 11             | 39             | 30             | 10             | 49             |
| 2009 | ザ・パースート The Pursuit - レーベル: Decca Records、Verve Forecast (US)                  | 16             | 97             | 11             | 25             | 24             | 7              | 40             | 18             | 11             | —              | 42             |
| 2013 | モーメンタム Momentum - レーベル: Island Records                                           | 20             | 58             | 12             | 25             | 67             | 10             | 58             | 27             | —              | 156            | 9              |
| 2014 | インタールード Interlude - レーベル: Island Records                                        | 19             | —              | 23             | —              | 31             | 13             | —              | 42             | —              | 154            | 22             |
| 2019 | トーラー Taller - レーベル: Island Records                                                 | 17             | —              | 55             | —              | 17             | —              | —              | 141            | 16             | —              | —              |
| 2020 | ザ・ピアノマン・アット・クリスマス The Pianoman at Christmas - レーベル: Island Records    | 11             | 82             | —              | —              | 27             | —              | —              | —              | 16             | —              | —              |

### ライブ・アルバム
- Live at Ronnie Scott's (2006年) ※iTunes限定

### コンピレーション・アルバム
- In the Mind of Jamie Cullum (2006年)
- Jamie Cullum: Influences (2007年)
- Devil May Care! (2010年)
- The Song Society Playlist (2018年)
- Song Society Volume 2 (2019年)
- For the Love (2022年)

### シングル
| 年   | タイトル                                       | チャート最高位 | チャート最高位     | チャート最高位    | 収録アルバム                                 |
| 年   | タイトル                                       | 全英           | オランダ トップ100 | オランダ トップ40 | 収録アルバム                                 |
| ---- | ---------------------------------------------- | -------------- | ------------------ | ----------------- | -------------------------------------------- |
| 2002 | "High and Dry"                                 | —              | —                  | —                 | ポイントレス・ノスタルジック                 |
| 2003 | "All At Sea"                                   | —              | 79                 | —                 | ジェイミー・カラム                           |
| 2004 | "These Are the Days"/"Frontin'"                | 12             | —                  | —                 | ジェイミー・カラム                           |
| 2004 | "Everlasting Love"                             | 20             | 19                 | 35                | ジェイミー・カラム                           |
| 2005 | "Get Your Way"                                 | 44             | 31                 | 25                | キャッチング・テイルズ                       |
| 2005 | "Mind Trick"                                   | 32             | 63                 | 26                | キャッチング・テイルズ                       |
| 2006 | "Photograph"                                   | —              | 88                 | —                 | キャッチング・テイルズ                       |
| 2009 | "I'm All Over It"                              | 55             | 63                 | —                 | ザ・パースート                               |
| 2009 | "Don't Stop the Music"                         | —              | 79                 | 24                | ザ・パースート                               |
| 2009 | "Wheels"                                       | —              | —                  | —                 | ザ・パースート                               |
| 2013 | "Everything You Didn't Do"                     | —              | —                  | —                 | モーメンタム                                 |
| 2013 | "Edge of Something"                            | 197            | —                  | —                 | モーメンタム                                 |
| 2013 | "You're Not the Only One"                      | —              | —                  | —                 | モーメンタム                                 |
| 2014 | "Don't Let Me Be Misunderstood"                | —              | —                  | —                 | インタールード                               |
| 2014 | "Good Morning Heartache"                       | —              | —                  | —                 | インタールード                               |
| 2014 | "Don't You Know"                               | —              | —                  | —                 | インタールード                               |
| 2016 | "Show Me the Magic"                            | —              | —                  | —                 | アルバム未収録                               |
| 2017 | "Work of Art"                                  | —              | —                  | —                 | トーラー                                     |
| 2018 | "The Man"                                      | —              | —                  | —                 | 『キング・オブ・シーヴズ』サウンドトラック   |
| 2018 | "Love Is in the Picture"                       | —              | —                  | —                 | アルバム未収録                               |
| 2019 | "Taller"                                       | —              | —                  | —                 | トーラー                                     |
| 2019 | "Drink"                                        | —              | —                  | —                 | トーラー                                     |
| 2019 | "The Age of Anxiety"                           | —              | —                  | —                 | トーラー                                     |
| 2019 | "It's Christmas"/"Christmas Don't Let Me Down" | —              | —                  | —                 | ザ・ピアノマン・アット・クリスマス           |
| 2020 | "Don't Give Up on Me"                          | —              | —                  | —                 | アルバム未収録                               |
| 2020 | "Turn on the Lights"                           | —              | —                  | —                 | ザ・ピアノマン・アット・クリスマス           |
| 2020 | "Hang Your Lights"                             | —              | —                  | —                 | ザ・ピアノマン・アット・クリスマス           |
| 2020 | "In the Bleak Midwinter"                       | 61             | —                  | —                 | The Pianoman at Christmas (Complete Edition) |
| 2021 | "Christmas Don't Let Me Down" - Single Version | —              | —                  | —                 | The Pianoman at Christmas (Complete Edition) |